# Камере (Изернија)
Камере је насеље у Италији у округу Изернија, региону Молизе.
Према процени из 2011. у насељу је живело 99 становника. Насеље се налази на надморској висини од 735 м.